# إرنست جيمس سالتر
إرنست جيمس سالتر هو طيار بطل كندي، ولد في 9 نوفمبر 1897 في سكوغاغ في كندا، وتوفي في 23 مارس 1959 في أوكفيل في كندا.